# Conquista Borbónica de las Dos Sicilias
La conquista borbónica de las Dos Sicilias tuvo lugar en los años 1734-1735 en el contexto europeo de la guerra de sucesión polaca, cuando la España de Felipe V de Borbón invadió los reinos de Nápoles y Sicilia, entonces bajo dominio austriaco.
En virtud de la política de equilibrio que regía las relaciones internacionales en el siglo XVIII, tras la victoriosa campaña militar los dos reinos no volvieron a ser virreinatos de España como en siglos anteriores, sino que recuperaron su antigua independencia. El hijo de Felipe V y su segunda esposa Isabel Farnesio, el infante Don Carlos, ya duque de Parma, ascendió al trono como primer gobernante de la dinastía borbónica de Nápoles.
A la conquista siguieron tensiones con el Papa Clemente XII, que -titular de derechos feudales seculares sobre los dos reinos- no concedió la investidura a Carlos hasta mayo de 1738. El reconocimiento internacional de la nueva casa reinante llegó en noviembre del mismo año con el Tratado de Viena, al precio de ceder los ducados de Parma y Piacenza a los Habsburgo y el gran ducado de Toscana a los Lorena.

## Las Dos Sicilias disputadas entre los Habsburgo y los Borbones
En los albores del siglo XVIII, la muerte sin heredero directo del rey de España Carlos II marcó la extinción de la rama española de los Habsburgo y aceleró el proceso de imparable declive de la potencia ibérica. La consiguiente crisis dinástica enfrentó a la casa real de los Borbones de Francia y a la rama imperial de los Habsburgo, que propusieron como candidatos al trono de Madrid al duque Felipe de Anjou, sobrino del rey francés Luis XIV, y al archiduque Carlos de Habsburgo, hijo cadete del emperador Leopoldo I, respectivamente. Beneficiado por la voluntad de Carlos II, el primero ocupó España a principios de 1701 y fue coronado rey con el nombre de Felipe V.
Tras dos siglos de virreinato español, la nobleza napolitana no desdeñaba la independencia y vio en la crisis dinástica la ocasión propicia para separar el reino de la corona ibérica. Cuando estalló la guerra de sucesión española, con la intención de ganarse la simpatía de los napolitanos, el emperador Leopoldo declaró en agosto de 1701: 

«El Reino de Nápoles que se declara para la Muy Augusta Casa [de Austria] no será una provincia de nuestra Corona, sino que tendrá como Rey propio al serenísimo Archiduque Carlos nuestro amadísimo hijo, por quien será gobernado personalmente...[4]»

.
La perspectiva de ser gobernados por un soberano propio ganó la causa de los Habsburgo sobre parte de la nobleza del reino, que en septiembre también llevó a cabo un vano intento de sublevación contra el virrey leal a Felipe V, el duque de Medinaceli, con la malograda conspiración de Macchia. Para consolidar su soberanía sobre el reino y contrarrestar la propaganda antiborbónica fomentada por Austria, en 1702 Felipe decidió ir a Nápoles en persona, donde llegó el 17 de abril, recibido por grandes celebraciones y permaneció hasta el 2 de junio[6], concediendo gracias y beneficios al pueblo y títulos a los nobles que le eran leales: era la primera vez en más de siglo y medio que un rey español visitaba sus dominios en Italia.
Sin embargo, en los años siguientes la suerte del frente italiano de la guerra se decantó a favor de los austriacos, que invadieron y conquistaron sin dificultad el reino de Nápoles en 1707. A pesar del advenimiento de la nueva dinastía, las esperanzas napolitanas de independencia no se materializaron, pues al igual que sus predecesores, el archiduque Carlos también gobernó desde un trono extranjero, primero desde Barcelona -habiendo ocupado desde 1704 parte de España, donde había sido aclamado rey como Carlos III- y después desde Viena, cuando a la muerte de su hermano José I en 1711 se convirtió en emperador con el nombre de Carlos VI.
Los Tratados de Utrecht (1713) y Rastatt (1714) que cerraron el conflicto, dejando a Felipe V con la corona española y las colonias de ultramar, sancionaron el desmembramiento de las posesiones europeas del Imperio español. En particular, se puso fin al dominio español en Italia, donde el reino de Nápoles (y sus dependencia, los presidios de Toscana), el reino de Cerdeña y el ducado de Milán fueron cedidos de iure a Carlos VI, que ya los ocupaba de facto, mientras que el reino de Sicilia fue cedido al duque Víctor Amadeo II de Saboya, elevado entonces a la dignidad de rey. En Nápoles, el gobierno virreinal español fue por tanto sustituido por el austriaco, en el que los exiliados españoles que se habían puesto del lado de Carlos VI, en su mayoría catalanes, ejercían sin embargo una gran influencia. En opinión del emperador, que había abandonado España a regañadientes y seguía reclamando la corona, eran súbditos leales a los que había que honrar y «cualquiera de ellos era más capaz que el alemán o el italiano más capacitado para gobernar y administrar los países antaño sometidos a España»[8].
El gobierno de los Habsburgo en Nápoles adquirió así las características de un doble gobierno austriaco-español, constituyendo una doble carga para los súbditos[9]. Sin embargo, gracias también a que muchos filo-borbones eligieron el camino del exilio, Austria gobernó firmemente el reino, gozando del apoyo de amplios sectores de la población. Entre la nobleza, a pesar de las amplias aspiraciones de independencia depositadas inicialmente en los Habsburgo, no faltaron quienes consideraron como peor la condición de súbdito de una pequeña monarquía independiente que la de súbdito de una gran monarquía imperial, ya que mientras los primeros sólo podían obtener la administración de unas pocas provincias, los segundos podían aspirar al gobierno de virreinatos enteros o al mando de grandes fuerzas militares en tierra y mar. Además, los barones se beneficiaron de reformas que, al debilitarse el gobierno virreinal, les permitieron administrar libremente sus propios feudos, y siempre encontraron en la corte de Viena un refugio frente al sistema judicial local[10].

## La llegada de Carlos de Borbón a Italia
Los años siguientes se caracterizaron por los intentos españoles, tanto militares como diplomáticos, de recuperar territorios e influencia en Italia. Estos proyectos expansionistas recibieron un fuerte impulso, no sólo del deseo de revancha del país, sino también de las ambiciones de la auténtica artífice de la política exterior de la corte borbónica: la reina Isabel Farnesio, segunda esposa de Felipe V. Princesa italiana de nacimiento, la Farnesio había sido elegida por el gobierno español como esposa del rey porque llevaba en su dote derechos dinásticos tanto sobre su tierra natal, el Ducado de Parma y Piacenza, como sobre el vecino y más extenso Gran Ducado de Toscana. Estos estados estaban gobernados por dos dinastías -los Farnesio y los Médicis- consideradas en decadencia debido a la extinción de sus ramas masculinas, por lo que también eran codiciadas por el emperador Carlos VI en virtud de antiguos vínculos feudales que los unían al Sacro Imperio Romano Germánico.
El 20 de enero de 1716, Isabel dio a luz al infante Don Carlos, cuya colocación en un trono se convirtió en la principal preocupación de la reina y, en consecuencia, en el objetivo último de todos los movimientos internacionales de España. Como el trono de Madrid parecía estarle vedado, ya que le precedían en la línea sucesoria sus hermanastros Luis y Fernando, la única posibilidad de que Don Carlos obtuviera una corona era encontrarla en suelo italiano. Un primer intento español de recuperar terreno en Italia se produjo en los años 1717-1718, con la invasión primero de Cerdeña y luego de Sicilia. Austria, Gran Bretaña, las Provincias Unidas e incluso Francia -la madre patria de Felipe V- reaccionaron uniendo sus fuerzas contra España (Tratado de Londres). El conflicto resultante, conocido como la guerra de la Cuádruple Alianza, terminó con la derrota española y el restablecimiento del equilibrio europeo definido en Utrecht.
Las potencias vencedoras obligaron a España a aceptar las disposiciones del Tratado de Londres, que constituyeron la base del Tratado de Paz de La Haya (1720). El acuerdo reconocía los derechos de Carlos de Borbón sobre Parma y Toscana, pero al mismo tiempo reafirmaba la subordinación feudal de ambos ducados al Imperio. Para tomar posesión legítimamente, el Infante habría tenido que recibir la investidura de Carlos VI, que veía con muy malos ojos la instauración de una dinastía borbónica en Italia central, temiendo que fuera el primer paso hacia una expansión más amplia en detrimento de sus Estados. Además, en el mismo tratado, Carlos VI, que ya era rey de Nápoles, acordó con Víctor Amadeo II de Saboya intercambiar Cerdeña por Sicilia, con lo que los dos reinos conocidos como las Dos Sicilias quedaron bajo su dominio. Sin embargo, los dos reinos siguieron siendo políticamente autónomos entre sí y, por lo tanto, fueron gobernados por sus propios virreyes, como en la época española.
Al morir sin descendencia el duque de Parma, Antonio Farnesio, en octubre de 1731, una flota angloespañola desembarcó seis mil soldados en Livorno, adonde en diciembre llegó el propio Don Carlos, por entonces de 15 años, confiado al cuidado de su preceptor, el conde de Santisteban. En los meses siguientes -haciendo alarde de desprecio a la investidura imperial según las directrices de Madrid- el infante tomó posesión primero de Toscana, que heredaría a la muerte del gran duque Juan Gastón de Médici, su tutor; después se instaló en el ducado Farnesio, gobernado entretanto por la duquesa viuda Dorotea Sofía de Neoburgo, su abuela materna y también su tutora. Como el nuevo duque de Parma no había cumplido sus obligaciones feudales con el emperador, las relaciones entre Austria y España siguieron siendo tensas, por lo que -cuando el inicio de una guerra parecía inminente- comenzaron a estudiarse en Madrid nuevos y más ambiciosos planes de conquista.

## El estallido de la guerra de sucesión polaca
El casus belli de un nuevo conflicto europeo se produjo en 1733, cuando a la muerte del rey Augusto II de Polonia, la Dieta polaca fue llamada a elegir a su sucesor -la Confederación Polaco-Lituana era una monarquía electiva- entre el Elector de Sajonia Federico Augusto II, hijo del soberano fallecido apoyado por Rusia, Austria y Prusia, y Estanislao Leszczyński, apoyado por Suecia y sobre todo por Francia, ya que era el suegro de Luis XV. La elección de este último en septiembre fue en vano por una intervención militar de Rusia, que promovió una nueva elección esta vez a favor de su propio candidato, que subió al trono con el nombre de Augusto III. En respuesta, Francia, incapaz de intervenir eficazmente contra la demasiado distante Rusia, se alió con el reino de Cerdeña de Carlos Manuel III y en octubre declaró la guerra a Austria, aliada de los rusos, atacándola a lo largo del Rin y en Lombardía. Mientras tanto, la diplomacia en París inicia negociaciones para que España se una a la Liga franco-sarda.
En un principio, Isabel Farnesio planeaba procurar a sus hijos (después de que Carlos hubiera tenido a Felipe y Luis) el disputado trono polaco, las Dos Sicilias y Flandes, así como unir el ducado de Mantua con los estados de Italia central que ya estaban en posesión de su hijo mayor. La ambición de Felipe V era, en cambio, dejar a su muerte un imperio español restaurado que incluyera los territorios perdidos en 1713. Sin embargo, al organizar el reparto de las futuras conquistas, el primer ministro francés, el cardenal Fleury, tuvo que conciliar las ambiciones españolas en Italia con las disposiciones del Tratado de Turín, estipulado el 26 de septiembre con Carlos Manuel III, que asignaba a éste el ducado de Milán y a Carlos de Borbón las Dos Sicilias con el Presidios de Toscana, sin obligar al rey de Cerdeña a contribuir al esfuerzo militar español. España se negó a adherirse a estas condiciones, exigiendo que las fuerzas franco-sardas se unieran a las suyas bajo el mando de Don Carlos en la conquista de todos los territorios austriacos en Italia, que -fuera del Milanesado- debían pasar inmediatamente a la soberanía del Infante.
Las tropas francesas al mando del octogenario mariscal Villars llegaron a Italia y se unieron a las de Carlos Manuel en la conquista de Lombardía, que completarían en tres meses. Mientras tanto, Luis XV consiguió convencer a Felipe V para que estipulara una alianza entre los dos reinos borbónicos, concluida con el Tratado de El Escorial de 7 de noviembre de 1733, conocido como el pacto de familia, que reconocía a Don Carlos la posesión de las futuras conquistas y el mantenimiento de los estados ya adquiridos.
El nuevo tratado entraba en conflicto con el de Turín, lo que pronto provocó una disputa entre Isabel Farnesio y Carlos Manuel por la posesión de Mantua, prometida por los franceses a ambos. El rey de Cerdeña temía que la cesión de la ciudad al Infante impidiera la futura expansión de su reino, además de hacer inseguros sus dominios en Lombardía, aún deseados por España. No queriendo entregar Mantua a manos españolas, propuso por tanto a Fleury cederla a un soberano extranjero grato a Francia, el Elector de Baviera, pero el cardenal replicó que la cesión de la ciudad a Don Carlos era una condición previa para que España entrara en la coalición. El soberano de Saboya aceptó entonces, pero -no queriendo correr el riesgo de tomar una ciudad que no sería suya- adujo una serie de razones para aplazar el asedio, como las desfavorables condiciones meteorológicas, el peligro de exponer los territorios ocupados a la reacción austriaca si el asedio fracasaba, la dificultad de la empresa y la falta de provisiones, municiones y artillería de gran calibre.
Villars se sintió molesto por la negativa del soberano de Saboya, pero sus planes de ataque decisivo también fueron rechazados por los otros comandantes franceses Coigny y Broglie[14]. Por el contrario, el mariscal saboyano Rehbinder apoyó las propuestas estratégicas de Villars en contra del consejo de su rey, por lo que fue destituido. Si por tanto los planes españoles iniciales eran flanquear a los franco-sardos cerrando los pasos alpinos al enemigo, sitiar junto a ellos Mantua y sólo entonces marchar hacia Nápoles, Isabel invirtió el orden de operaciones dando prioridad a la ocupación de las Dos Sicilias[16].
Las tropas españolas llegaron a Livorno en varias ocasiones a finales de 1733, bajo el mando del capitán general José Carrillo de Albornoz, conde de Montemar, que ya se había hecho un nombre por haber conquistado la ciudad argelina de Orán, arrebatándosela a la regencia otomana en 1732. También se nombraron diez tenientes generales, entre los cuales el de mayor rango era el francés Manuel d'Orléans, conde de Charny, comandante del cuerpo expedicionario que había llegado a Toscana en 1731. Entre los demás estaban el jacobita James FitzJames Stuart y el napolitano Francesco Eboli, duque de Castropignano. Este último tomó el 24 de diciembre la fortaleza de Aulla, en Lunigiana, de considerable importancia estratégica, ya que permitía las comunicaciones entre Toscana y Emilia. Desde Pisa, el 7 de enero de 1734 Montemar advirtió a Villars de la próxima invasión del sur de Italia, y luego se reunió con el infante en Parma, que había sido nombrado generalísimo de los ejércitos de Su Majestad Católica en Italia, un cargo puramente honorífico, ya que el mando había sido confiado de hecho al conquistador de Orán. El 20 de enero, día en que cumplía 18 años, Don Carlo, siguiendo las instrucciones de sus padres, se declaró mayor de edad, es decir, prescindía de tutelas y era libre para gobernarse a sí mismo. En la carta que le ordenaba marchar hacia las Dos Sicilias, su madre escribía: «Una vez elevadas al rango de reino libre, serán tuyas. Ve, pues, y vence: la corona más hermosa de Italia te espera".
El abandono de Lombardía por los españoles suscitó gran perplejidad en el mando francés, haciendo precaria una coalición ya minada por los contrastes entre Villars y Carlos Manuel, hasta el punto de que el mariscal sugirió a Luis XV mantener ocupadas algunas fortalezas para prepararse ante un posible paso de los sardo-piamonteses al enemigo. Don Carlos, personalmente molesto por lo que consideraba una traición hacia los aliados y en particular hacia el anciano Villars, con quien había establecido una relación cordial, se justificó en una carta del 14 de enero alegando que había recibido una orden perentoria de sus padres de «aller à l'entreprise de Naples sans attendre autre chose et sans faire autre representation» (ir a la empresa de Nápoles sin esperar nada más y sin hacer ninguna otra representación). Villars intentó disuadirle personalmente marchando de Milán a Parma a través del Po helado del 25 al 27 de enero, pero la decisión española de dirigirse al sur ya estaba tomada. Así pues, a principios de febrero, Carlos partió de Parma hacia Florencia, iniciando al mismo tiempo el vaciado de la ciudad emiliana de todos los bienes heredados por la familia Farnesio, incluida la impresionante colección de obras de arte, para evitar que cayeran en manos austriacas.

## La conquista del Reino de Nápoles
Tras permanecer quince días en Florencia, Don Carlo emprendió la marcha hacia Nápoles el 24 de febrero de 1734. Al llegar a Perugia, el 5 de marzo pasó revista general a todas las tropas que participarían en la campaña. Tras el desembarco de dos cuerpos expedicionarios en Livorno a finales de 1733, las fuerzas españolas en Italia contaban con veintitrés regimientos de infantería (52 batallones), once de caballería (34 escuadrones) y siete de dragones (19 escuadrones)[20]. Las estimaciones sobre el número de soldados empleados en la invasión del sur de Italia son variables, partiendo de un máximo de 36.000 hombres hasta 14.000 netos de los contingentes dejados para guarnecer los ducados de Parma y Toscana, muertos, enfermos y desertores[21]. Esta última cifra está confirmada por una carta escrita en abril por Montemar, acampado entonces en Aversa, al primer ministro español José Patiño, en la que el comandante explica -respondiendo a una petición explícita de su interlocutor- cómo un ejército que se suponía de 25.000 hombres había quedado reducido a 14.000. Formado inicialmente por 17.819 soldados de infantería -incluidos «sargentos y tambores»- y 3.888 de caballería, un total de 21.707 hombres, se vio reducido durante la marcha debido a 2.776 enfermos y casi cinco mil desertores. Además, había unos diez mil aventureros en el séquito del ejército.
Habiendo saqueado ya Mirandola, el Principado de Piombino y el Ducado de Massa y Carrara en su camino, habiendo entrado en los Estados Pontificios -a través de los cuales el Papa Clemente XII había concedido el paso con la esperanza de ver reconocidos sus derechos feudales sobre Parma y Piacenza- los soldados españoles y los aventureros de su séquito cometieron robos y violencias contra la población, a pesar de que el pontífice, los comisarios de Don Carlos y el cardenal español Belluga se habían esmerado en suministrarles provisiones para evitar los saqueos[22]. Mientras tanto, la flota, que había zarpado de Porto Longone y Livorno, encontró refugio en el puerto de Civitavecchia. Los austriacos, ya comprometidos en Lombardía, no tenían fuerzas suficientes para defender el virreinato, pero, a pesar de ello, el 10 de marzo el emperador Carlos VI declaró en una proclama al pueblo napolitano que confiaba en la Divina Providencia y estaba seguro de la victoria.
Mientras tanto Don Carlos, tras una parada en Civita Castellana, donde llegaron noticias de Nápoles sobre la simpatía del pueblo hacia los españoles y las pobres defensas austriacas, emitió una proclama en doble lengua (español e italiano) desde Monterotondo el 14 de marzo, que contenía un despacho de su padre Felipe V, enviado desde El Pardo el 27 de febrero, en el que el Rey de España declaraba que quería tomar posesión del Reino de Nápoles porque le molestaba «el clamor de la excesiva violencia, opresión y tiranía que desde hace tantos años comete el gobierno alemán». También prometió indultos, aseguró el respeto de los privilegios y se comprometió a abolir los impuestos impuestos por el gobierno austriaco y reducir otros. Don Carlo, además de reiterar lo prometido por su padre, aseguró a los napolitanos su deseo de no introducir la Inquisición en el reino.
En Nápoles, dado el estado de guerra, la máxima autoridad del gobierno de los Habsburgo era el mariscal de campo Giovanni Carafa, comandante general de las tropas del virreinato, a quien también estaba subordinado el virrey Giulio Visconti Borromeo Arese, limitándose las atribuciones de este último a emitir un dictamen consultivo sobre los asuntos más importantes. Hubo fuertes desacuerdos en el seno del mando militar sobre cómo organizar las defensas: el plan de Carafa consistía en retirarse a las provincias del sur, esperar refuerzos de Viena y Sicilia y después enfrentarse al enemigo en una batalla campal; el teniente mariscal Otto Ferdinand von Traun y la corte vienesa, en cambio, sostenían que había que hacer frente a los Borbones desplegando todo el ejército en las fronteras del norte.
Los días 20 y 21 de marzo, la armada española se apodera de Procida e Ischia, y posteriormente inflige una dura derrota a la flota virreinal.
El 31 de marzo, presionado por las tropas borbónicas, el comandante austriaco Traun, sintiéndose rodeado y obligado a evitar un enfrentamiento, se retiró de su posición en Mignano, permitiendo a los españoles avanzar hacia Nápoles. Dejando unas pocas guarniciones para defender los castillos de la ciudad, Carafa se retiró a Apulia y llevó a cabo su plan, ya que todos los intentos de defender las fronteras resultaron inútiles debido a la no llegada de los refuerzos esperados. Los españoles atacaron la capital continental a principios de abril, mientras tanto el infante recibía el homenaje de varias familias nobles napolitanas, hasta la entrega de las llaves de la ciudad y el libro de privilegios el 9 de abril en Maddaloni por una delegación de los cargos electos de la ciudad.
Las crónicas de la época relatan que Nápoles fue bombardeada humanamente, que sólo se alcanzaron objetivos militares y que los combates se desarrollaron en un clima general de cortesía entre los dos ejércitos, a menudo entre las miradas de los napolitanos que se acercaban curiosos[26]. La primera fortaleza en rendirse a los españoles fue el Castello del Carmine (10 de abril), seguido del Castel Sant'Elmo (27 de abril), el Castel dell'Ovo (4 de mayo) y, por último, el Castel Nuovo (6 de mayo).
La mayor parte de la nobleza napolitana parecía favorable al regreso de los españoles, sobre todo porque esperaban que el rey de España renunciara al trono de Nápoles en favor de su hijo, para poder acoger por fin a su propio soberano y no a otro virrey al servicio de una potencia extranjera.
Carlos de Borbón hizo su entrada triunfal en Nápoles el 10 de mayo de 1734. Entró por Porta Capuana, como todos los conquistadores de la ciudad, rodeado de sus consejeros y seguido de un grupo de jinetes que arrojaban monedas al pueblo. A la cabeza del cortejo, recorrió la Via dei Tribunali y, tras detenerse ante la catedral para recibir la bendición del arzobispo de la ciudad, el cardenal Pignatelli, prosiguió su camino hacia el Palacio Real. Dos cronistas de la época, el florentino Bartolomeo Intieri y el veneciano Cesare Vignola, describieron de forma diferente la bienvenida que le reservaron los napolitanos. Intieri escribió que su llegada fue un acontecimiento que marcó una época («sucesos que no habían ocurrido en muchos siglos»), y que el populacho jubiloso gritaba que «Su Alteza Real era guapo, que su rostro era como el de San Genaro en la estatua que lo representa»[27]. Vignola, por su parte, informó de que «no hubo la aclamación que se suponía», y que la multitud aplaudió con «mucha languidez» y sólo «para dar mayor ímpetu a los que arrojaban dinero …».

### La Proclamación de Independencia y la Batalla de Bitonto
El 15 de mayo, en un despacho y una carta, Felipe V proclamó la independencia del Reino de Nápoles, con su hijo Carlos como rey. El despacho, fechado el 15 de abril y en castellano, anunciaba: 

Mi muy Claro y muy amado Hijo. Por relevantes razones, y poderosos indispensables motivos havia resuelto, que en el caso de que mis Reales Armas, que he embiado à Italia para hacer la guerra al Emperador, se apoderasen del Reyno de Nàpoles os hubiese de quedar en propriedad como si vos lo hubiesedes adquirido con vuestras proprias fuerzas, y haviendo sido servido Dios de mirar por la justa causa que me asiste, y facilidar con su poderoso auxilio el mas feliz logro: Declaro que es mi voluntad que dicha conquista os pertenezca como a su legitimo Soverano en la mas ampla forma que ser pueda: Y para que lo podais hacer constar donde y quando combenga he querido manifestaroslo por esta Carta firmada de mi mano, y refrendada de mi infrascrito Consegero y Secretario de Estado y del Despacho